# SN 2001bm
SN 2001bm – supernowa odkryta 25 marca 2001 roku w galaktyce A133558-0045. W momencie odkrycia miała maksymalną jasność 19,70m.